# カツラ科
カツラ科 (カツラか、Cercidiphyllaceae) は双子葉植物の科のひとつ。
カツラ属のカツラとヒロハカツラの2種のみからなる。属のラテン名は「セイヨウハナズオウCercisに似た葉の」という意味。

## 種
カツラ（Cercidiphyllum japonicum）
日本各地の山地に分布する。ハート型の葉が特徴的。秋には黄色く色づく。
ヒロハカツラ（C. magnificum）
中部地方の山地にのみ分布し、葉が大きい。またカツラの樹皮は若い内から縦に裂け目が入るが、ヒロハカツラはかなり大木になるまで滑らかである。